# Bärbel Balke
Bärbel Balke (* 2. November 1947 in Saalfeld/Saale) ist eine deutsche Schriftstellerin.

## Leben
Von 1967 bis 1970 studierte Bärbel Balke Ökonomie des Verkehrswesens und beendete das Studium als Ingenieur oec. Nach erfolgreichem Studium arbeitete sie als Redakteurin, Kellnerin und Pressereferentin in Berlin. Anschließend studierte sie von 1981 bis 1984 am Literaturinstitut „Johannes R. Becher“ in Leipzig. Seit 1982 lebt und arbeitet sie als freie Schriftstellerin in Berlin.  Neben Kriminalromanen veröffentlicht sie Erzählungen, Reportagen, Portraits, Hörspiele und Chansontexte. Wegen ihrer Beiträge für die Zeitschrift Das Magazin wurde sie als eine der erfreulichsten Entdeckungen bewertet. Zu den differenzierten Erwartungen der Krimileser in der Deutschen Demokratischen Republik und der Bundesrepublik Deutschland äußerte sie nach der Wende und friedlichen Revolution in der DDR:
„Der Wessi sucht im Krimi Unterhaltung – der Ossi hoffte, Subversives zu finden.“

## DDR-Rezeption
Ihr 1987 erschienener Band mit Erzählungen Die kleine Weltreise wurde von der DDR-Presse überwiegend negativ aufgenommen. Während die Literaturzeitschrift neue deutsche literatur eine ausführliche Rezension brachte und der Autorin darin Talent, Phantasie, eine „scharfe Beobachtungsgabe und das Sichtbarmachen feiner Gefühlsregungen“ bescheinigte, gab es in den Tages- und Wochenzeitungen reichlich Kritik: Detlef Gwosc meinte in Unsere Zeit, es seien sämtliche für Schreib-Neulinge typische „Untugenden“ zu finden: Klischees, Detailverlorenheit und mangelndes Darstellungsvermögen. Derselbe war auch bei einer Lesung anwesend. Er befand den Vortrag unprofessionell, die Geschichten „halbfertig“ und bar jeglicher Originalität, kurzum als „ein Ärgernis“, das sich im anschließenden Diskussions-Desinteresse ausgedrückt habe. Klischees, Unoriginalität und Nebensächlichkeiten beanstandeten auch die Rezensenten vom Sonntag, vom Neuen Deutschland, von der Norddeutschen Zeitung sowie der Leipziger Volkszeitung. Des Weiteren war von einer Überfrachtung mit „modischen“ Problemen, einer Art „Problemkatalog“, die Rede. Steffen Lüddemann schrieb zwar in der Leipziger Volkszeitung, die Ausgänge von Balkes Geschichten seien „neben ihrer Oberflächlichkeit überwiegend versöhnlich und beruhigend“, aber weder er noch sein Kollege der Norddeutschen Zeitung hielten diese für angemessen.

## Werke (Auswahl)
- Im Schwitzkasten. Kriminalerzählung, Blaulicht (Romanreihe), Das Neue Berlin, Berlin 1982.
- Der Fall Zcernik. In: Temperamente. Blätter für junge Literatur, 8 (1983), Heft 4, S. 114–126.
- Die kleine Weltreise. Erzählungen, Greifenverlag, Rudolstadt, 1987.
- Pas de deux in den Tod. Das Neue Berlin, Berlin 1991, ISBN 978-3-359-00501-8.
- Frauen töten einsam: Begegnung mit weiblicher Gewalt. Das Neue Berlin, Berlin 1994, ISBN 978-3-359-00740-1.
- Blanko. Erzählung. In: Thea Dorn, Bärbel Balke, Frank Goyke, Heiner Lau und Carl Wille, Berlin noir, Rotbuch, Hamburg 1997, S. 115–144, ISBN 3-88022-433-1.

## Hörspiele (Auswahl)
- 1984: Matt mit Dame – Regie: Horst Liepach Originalhörspiel, Kurzhörspiel (Original-Hörspiel, Kurzhörspiel – Rundfunk der DDR )[16]